# Carnaval de Rio 2014
Le Carnaval de Rio 2014 regroupe les festivités organisées à l'occasion du carnaval à Rio de Janeiro au Brésil en février et mars 2014. L'apogée du festival a lieu les 2 et 3 mars 2014 avec le défilé des écoles de samba du Groupe Spécial au Sambadrome Marquês de Sapucaí. Wilson Dias da Costa Neto est le Rei Momo qui gouverne la ville pendant le carnaval, pour la première fois.

## Groupe Spécial

### Ordre du défilé
Império da Tijuca est chargée de débuter le premier soir en tant que championne de Série A de l'année précédente. Mocidade Independente de Padre Miguel débute le second soir en tant qu'avant dernier du groupe Spécial de l'année dernière.  
| Dimanche(02/03/2014) | Lundi (03/03/2014) |
| 1. Império da Tijuca 2. Acadêmicos do Grande Rio 3. São Clemente 4. Estação Primeira de Mangueira 5. Acadêmicos do Salgueiro 6. Beija-Flor | 1. Mocidade Independente de Padre Miguel 2. União da Ilha do Governador 3. Unidos de Vila Isabel 4. Imperatriz Leopoldinense 5. Portela 6. Unidos da Tijuca |

### Les écoles
| Légende: Défilé des championnes Reléguée en Série A |

| Col. | École                                 | Thème                                                        | Carnavalesco                                                                                   | Points |
| ---- | ------------------------------------- | ------------------------------------------------------------ | ---------------------------------------------------------------------------------------------- | ------ |
| 1    | Unidos da Tijuca                      | Acelera, Tijuca!                                             | Paulo Barros                                                                                   | 299,4  |
| 2    | Acadêmicos do Salgueiro               | Gaia - A Vida em Nossas Mãos                                 | Renato Lage e Márcia Lage                                                                      | 299,3  |
| 3    | Portela                               | Um Rio de Mar a Mar: Do Valongo à Glória de São Sebastião    | Alexandre Louzada                                                                              | 299    |
| 4    | União da Ilha do Governador           | É Brinquedo, É Brincadeira. A Ilha Vai Levantar Poeira!      | Alex de Souza                                                                                  | 298,4  |
| 5    | Imperatriz Leopoldinense              | Arthur X - O Reino do Galinho de Ouro na Corte da Imperatriz | Cahê Rodrigues                                                                                 | 297,6  |
| 6    | Acadêmicos do Grande Rio              | Verdes Olhos de Maysa Sobre o Mar, no Caminho: Maricá        | Fábio Ricardo                                                                                  | 297,2  |
| 7    | Beija-Flor                            | O Astro Iluminado da Comunicação Brasileira                  | André Cezari, Bianca Behrends, Fransérgio, Laíla, Ubiratan Silva, Victor Santos e Adriane Lins | 296,4  |
| 8    | Estação Primeira de Mangueira         | A Festança Brasileira Cai no Samba da Mangueira              | Rosa Magalhães                                                                                 | 296,2  |
| 9    | Mocidade Independente de Padre Miguel | Pernambucópolis                                              | Paulo Menezes                                                                                  | 296    |
| 10   | Unidos de Vila Isabel                 | Retratos de Um Brasil Plural                                 | Cid Carvalho                                                                                   | 295,9  |
| 11   | São Clemente                          | Favela                                                       | Bruno César, João Vitor Araújo, Max Lopes e Tiago Martins                                      | 294,3  |
| 12   | Império da Tijuca                     | Batuk                                                        | Júnior Pernambucano                                                                            | 291,6  |

### Résultats
Unidos da Tijuca est sacrée championne remportant ainsi son quatrième titre dans l'élite du carnaval. Le défilé de l'école était en l'honneur du pilote Ayrton Senna décédé vingt ans auparavant. La mise en scène a été effectuée par le carnavalesco Paulo Barros qui remporte son troisième titre à Rio. Acadêmicos do Salgueiro termine vice-championne à un dixième seulement de la première place. Beija-Flor, qui termine septième,  obtient son pire résultat en 22 ans : c'est la première fois depuis 1992 que l'école ne participe pas au défilé des champions. En revanche, União da Ilha do Governador obtient son meilleur résultat depuis vingt ans, l'école ne s'était pas qualifiée pour le défilé des champions depuis 1994.  Enfin, récemment promue dans le Groupe Spécial après avoir remporté la Série A en 2013, Império da Tijuca est reléguée. 
| Legende: Championne Reléguée S Note supprimée J1 Juge 1 J2 Juge 2 J3 Juge 3 J4 Juge 4 |

| Escolas (por ordem de desfile) |        |        |        |        |           |           |           |           |                      |                      |                      |                      |                              |                              |                              |                              |              |              |              |              |          |          |          |          |          |          |          |          |          |          |          |          |                    |                    |                    |                    |         |         |         |         | Total |
| Escolas (por ordem de desfile) | Enredo | Enredo | Enredo | Enredo | Fantasias | Fantasias | Fantasias | Fantasias | Alegorias e Adereços | Alegorias e Adereços | Alegorias e Adereços | Alegorias e Adereços | Mestre-Sala e Porta-Bandeira | Mestre-Sala e Porta-Bandeira | Mestre-Sala e Porta-Bandeira | Mestre-Sala e Porta-Bandeira | Samba-Enredo | Samba-Enredo | Samba-Enredo | Samba-Enredo | Harmonia | Harmonia | Harmonia | Harmonia | Evolução | Evolução | Evolução | Evolução | Conjunto | Conjunto | Conjunto | Conjunto | Comissão de Frente | Comissão de Frente | Comissão de Frente | Comissão de Frente | Bateria | Bateria | Bateria | Bateria | Total |
| Domingo                        | J1     | J2     | J3     | J4     | J1        | J2        | J3        | J4        | J1                   | J2                   | J3                   | J4                   | J1                           | J2                           | J3                           | J4                           | J1           | J2           | J3           | J4           | J1       | J2       | J3       | J4       | J1       | J2       | J3       | J4       | J1       | J2       | J3       | J4       | J1                 | J2                 | J3                 | J4                 | J1      | J2      | J3      | J4      | Total |
| Império da Tijuca              | 9,7    | 9,8    | 9,7    | 9,7    | 9,6       | 9,6       | 9,7       | 9,7       | 9,6                  | 9,7                  | 9,6                  | 9,6                  | 9,8                          | 9,8                          | 9,8                          | 9,7                          | 9,8          | 9,9          | 9,8          | 9,8          | 9,6      | 9,7      | 9,7      | 9,6      | 9,6      | 9,6      | 9,7      | 10       | 9,6      | 9,6      | 9,8      | 9,7      | 9,6                | 9,8                | 9,5                | 9,5                | 9,7     | 9,6     | 9,7     | 9,9     | 291,6 |
| Grande Rio                     | 9,9    | 9,9    | 9,8    | 9,9    | 9,9       | 10        | 10        | 10        | 10                   | 10                   | 10                   | 10                   | 10                           | 10                           | 9,9                          | 9,8                          | 9,7          | 9,8          | 9,6          | 9,6          | 9,7      | 9,9      | 10       | 9,6      | 9,9      | 10       | 10       | 9,9      | 9,8      | 10       | 9,8      | 9,8      | 9,9                | 9,9                | 9,9                | 10                 | 9,8     | 9,8     | 9,9     | 9,9     | 297,2 |
| S.Clemente                     | 9,8    | 9,7    | 9,8    | 9,8    | 9,8       | 9,7       | 9,6       | 9,6       | 9,8                  | 9,7                  | 9,7                  | 9,8                  | 9,9                          | 9,8                          | 10                           | 9,9                          | 9,6          | 9,8          | 9,8          | 9,7          | 9,7      | 9,8      | 9,8      | 10       | 9,6      | 10       | 9,8      | 9,8      | 9,7      | 9,6      | 9,7      | 9,8      | 9,7                | 9,7                | 9,8                | 9,8                | 9,9     | 10      | 9,7     | 9,8     | 294,3 |
| Mangueira                      | 9,9    | 9,9    | 9,9    | 9,9    | 10        | 9,8       | 9,9       | 10        | 9,7                  | 9,5                  | 9,7                  | 9,7                  | 9,9                          | 9,9                          | 9,9                          | 9,9                          | 9,9          | 10           | 9,9          | 10           | 9,9      | 9,9      | 9,9      | 9,8      | 9,8      | 9,9      | 9,9      | 9,8      | 9,8      | 9,8      | 9,8      | 9,8      | 9,9                | 9,8                | 9,8                | 9,9                | 9,8     | 9,7     | 9,8     | 10      | 296,2 |
| Salgueiro                      | 10     | 10     | 10     | 10     | 9,8       | 9,9       | 10        | 10        | 9,9                  | 9,8                  | 9,9                  | 9,9                  | 9,8                          | 10                           | 10                           | 10                           | 9,9          | 10           | 10           | 10           | 10       | 10       | 10       | 10       | 9,9      | 10       | 10       | 9,9      | 9,9      | 9,9      | 10       | 9,9      | 10                 | 10                 | 10                 | 9,9                | 9,9     | 10      | 10      | 10      | 299,3 |
| Beija-Flor                     | 9,8    | 9,8    | 9,7    | 9,8    | 9,8       | 9,9       | 9,8       | 9,8       | 9,8                  | 9,8                  | 9,8                  | 9,9                  | 10                           | 10                           | 9,9                          | 9,7                          | 9,6          | 9,8          | 9,6          | 9,5          | 9,9      | 10       | 10       | 9,9      | 9,9      | 10       | 10       | 9,9      | 9,9      | 9,9      | 9,9      | 9,8      | 10                 | 9,9                | 9,5                | 9,7                | 10      | 10      | 10      | 10      | 296,4 |
| Segunda                        | J1     | J2     | J3     | J4     | J1        | J2        | J3        | J4        | J1                   | J2                   | J3                   | J4                   | J1                           | J2                           | J3                           | J4                           | J1           | J2           | J3           | J4           | J1       | J2       | J3       | J4       | J1       | J2       | J3       | J4       | J1       | J2       | J3       | J4       | J1                 | J2                 | J3                 | J4                 | J1      | J2      | J3      | J4      | Total |
| Mocidade                       | 9,8    | 9,7    | 9,8    | 9,6    | 9,9       | 9,9       | 9,7       | 9,9       | 9,8                  | 9,8                  | 9,6                  | 9,8                  | 10                           | 10                           | 9,9                          | 9,9                          | 9,8          | 10           | 10           | 10           | 9,8      | 10       | 9,8      | 9,9      | 9,8      | 9,8      | 9,8      | 9,9      | 9,8      | 9,7      | 9,7      | 10       | 9,8                | 9,8                | 9,5                | 9,6                | 9,9     | 9,8     | 9,9     | 10      | 296,0 |
| U. da Ilha                     | 10     | 10     | 10     | 10     | 10        | 10        | 10        | 10        | 9,9                  | 9,8                  | 9,8                  | 10                   | 9,9                          | 9,8                          | 10                           | 10                           | 10           | 9,7          | 9,7          | 9,9          | 10       | 9,9      | 10       | 9,9      | 10       | 10       | 10       | 10       | 10       | 9,8      | 10       | 9,8      | 10                 | 9,8                | 9,7                | 9,9                | 10      | 9,8     | 9,8     | 10      | 298,4 |
| Vila Isabel                    | 9,8    | 9,8    | 9,7    | 9,7    | 9,8       | 9,9       | 9,7       | 9,8       | 10                   | 9,9                  | 9,8                  | 9,8                  | 9,9                          | 9,9                          | 9,9                          | 10                           | 9,7          | 10           | 9,9          | 9,7          | 9,9      | 9,9      | 9,9      | 9,6      | 9,9      | 9,9      | 9,8      | 9,8      | 9,7      | 9,8      | 9,8      | 9,9      | 9,9                | 9,7                | 9,7                | 9,5                | 9,9     | 9,8     | 10      | 10      | 295,9 |
| Imperatriz                     | 10     | 10     | 10     | 10     | 9,8       | 10        | 10        | 10        | 9,9                  | 9,9                  | 10                   | 9,9                  | 10                           | 10                           | 10                           | 10                           | 9,8          | 9,8          | 10           | 9,9          | 9,6      | 9,8      | 9,8      | 9,8      | 9,6      | 9,9      | 9,8      | 9,8      | 9,7      | 9,8      | 10       | 9,9      | 9,9                | 10                 | 10                 | 9,9                | 9,9     | 9,9     | 9,8     | 9,8     | 297,6 |
| Portela                        | 9,9    | 9,9    | 10     | 9,9    | 10        | 10        | 9,9       | 9,9       | 9,9                  | 9,9                  | 9,8                  | 9,9                  | 10                           | 9,9                          | 10                           | 9,9                          | 10           | 10           | 10           | 10           | 10       | 9,9      | 10       | 9,8      | 10       | 10       | 10       | 9,9      | 10       | 10       | 10       | 10       | 10                 | 10                 | 9,5                | 9.8                | 10      | 10      | 9,7     | 10      | 299,0 |
| Tijuca                         | 10     | 10     | 10     | 10     | 10        | 9,9       | 9,8       | 10        | 10                   | 9,9                  | 10                   | 10                   | 10                           | 10                           | 10                           | 10                           | 9,7          | 9,8          | 9,8          | 9,9          | 10       | 10       | 10       | 9,9      | 10       | 10       | 10       | 10       | 10       | 10       | 10       | 10       | 10                 | 10                 | 10                 | 9,8                | 10      | 10      | 10      | 10      | 299,4 |

### Série A
| Légende: Promu dans le groupe Spécial Descente en Série B |

| Col. | Ecole                     | Thème                                                                                              | Carnavalesco                                      | Points |
| ---- | ------------------------- | -------------------------------------------------------------------------------------------------- | ------------------------------------------------- | ------ |
| 1    | Unidos do Viradouro       | Sou a Terra de Ismael, 'Guanabaran' Eu Vou Cruzar... Pra Você Tiro o Chapéu, Rio Eu Vim Te Abraçar | João Vitor Araújo                                 | 299,9  |
| 2    | Estácio de Sá             | Um Rio à Beira Mar: Ventos do Passado em Direção ao Futuro!                                        | Jack Vasconcelos                                  | 299,4  |
| 3    | Unidos de Padre Miguel    | Decifra-me ou Te Devoro: Enigmas - Chaves da Vida                                                  | Edson Pereira                                     | 298,8  |
| 4    | Unidos do Porto da Pedra  | Majestades do Samba, os Defensores do meu Pavilhão                                                 | Leandro Valente                                   | 298,7  |
| 5    | Acadêmicos do Cubango     | Continente Negro - Uma Epopeia Africana                                                            | Marcio Puluker                                    | 298,6  |
| 6    | Império Serrano           | Angra com os Reis                                                                                  | Eduardo Gonçalves                                 | 298,1  |
| 7    | União do Parque Curicica  | Na Garrafa, no Barril, Salve a Cachaça, Patrimônio Cultural do Brasil                              | Mauro Quintaes                                    | 297,8  |
| 8    | Paraíso do Tuiuti         | Kizomba, a Festa da Raça (Reedição do enredo de 1988 da Unidos de Vila Isabel)                     | Severo Luzardo                                    | 297,5  |
| 9    | Caprichosos de Pilares    | Dos Malandros e das Madames: Lapa, a Estrela da Noite Carioca                                      | Amauri Santos                                     | 296,5  |
| 10   | Inocentes de Belford Roxo | O Triunfo da América - O Canto Lírico de Joaquina Lapinha                                          | Wagner Gonçalves                                  | 296,2  |
| 11   | Renascer de Jacarepaguá   | Olhar Caricato - Simplesmente Lan                                                                  | Marcus Ferreira                                   | 295,5  |
| 12   | Acadêmicos de Santa Cruz  | Do Toque do Criador à Cidade Saudável do Brasil - Jundiaí, uma Referência Nacional                 | Daniel Ghanem e Munir Nicolau                     | 295,4  |
| 13   | Em Cima da Hora           | Os Sertões (Reedição do próprio enredo de 1976)                                                    | Marco Antônio Falleiros                           | 294    |
| 14   | Alegria da Zona Sul       | Sacopenapã                                                                                         | André Tabuquine, Eduardo Minucci e Leandro Mourão | 293,5  |
| 15   | União de Jacarepaguá      | Iorubás - A História do Povo Nagô                                                                  | Jorge Caribé                                      | 292,9  |
| 16   | Acadêmicos da Rocinha     | Do Paraíso Sonhado, um Sonho Realizado - Sorria, a Rocinha Chegou à Barra                          | Luiz Carlos Bruno                                 | 292,6  |
| 17   | Tradição                  | Sonhar com o Rei Dá Leão (Reedição do enredo de 1976 da Beija-Flor)                                | Orlando Júnior                                    | 291,9  |